# Sedum japonicum
Sedum japonicum là một loài thực vật có hoa trong họ Crassulaceae. Loài này được Siebold ex Miq. miêu tả khoa học đầu tiên năm 1965.